# Кастионе дела Презолана
Кастио̀не дела Презола̀на (на италиански: Castione della Presolana; на ломбардски: Cas-ciù, Касчу) е малкло градче и община в Северна Италия, провинция Бергамо, регион Ломбардия. Разположено е на 870 m надморска височина. Населението на общината е 3427 души (към 2017 г.).